# 義仁村 (竹崎鄉)
23°30′05.4″N 120°30′43.1″E / 23.501500°N 120.511972°E
義仁村是中華民國臺灣嘉義縣竹崎鄉轄下的行政區，位於嘉義縣中間位置，北鄰竹崎鄉獅埜村，西鄰竹崎鄉義和村，南鄰竹崎鄉灣橋村，東接竹崎鄉鹿滿村。其面積約4.7945平方公里，民國109年（2020年）1月行政區內包含13個鄰、396戶、人口數1169人。該村景點有坪頂三水宮、慈保宮和清華山德源禪寺等。

## 人文地理
義仁村地理位置北接獅子頭溪，南接牛稠溪。
義仁村由多個聚落組成，其中兩個的命名或形成跟吳鳳有關，其中一個名為番子潭（另名番仔潭），命名與吳鳳有關；另一個為下寮仔，聚落居民多為吳鳳之後裔。

## 教育
本區域內有設立國小但並未設立國中，區域內的國小為義仁國小，義仁國小創立於1948年6月28日，
當時是嘉義縣竹崎鄉鹿滿國校的義仁分校，後於1951年獨立改名義仁國校，1968年改名為現在名稱，國中學區則為竹崎高中國中部。

## 文化資源與景點
義仁村有數個文化古蹟，有頂坪三水宮、慈保宮和清華山德源禪寺，它們不只是重要的文化資產，同時也是當地的景點。
頂坪三水宮的主神為臨水夫人，建立於1976年
慈保宮的主神為保生大帝。建立於1737年(清朝乾隆二年)
清華山德源禪寺的主祀神明為釋迦牟尼佛，建立於1740年(清朝乾隆五年)

### 200年楊桃樹
頂坪三水宮旁原有一株約200歲的楊桃樹，是嘉義縣列管第107號老樹，大樹粗壯三個人都無法合抱。民國94年（西元2015年）村民發現該樹枝葉變稀疏，曾請嘉義縣政府農業處派人查看，但並未好轉。
民國96年（西元2017年）4、5月村民發現樹葉快掉光，告知時任鄉民代表會副主席蔡瀧賢，蔡瀧賢回報竹崎鄉公所農業課，再轉請嘉義縣政府農業處處理，該處下轄之綠化保育科則委請福田基金會、行政院農業委員會林業試驗所中埔研究中心助理研究員蔡景株前來指導，其判定該樹得了褐根病，縣府遂於當年7月初根據專家建議開挖清除腐壞根部並注入藥劑，此時該樹根部僅剩兩條未爛、水分及養分運輸功能極差。後來因面臨颱風，代理鄉長郭良江請工人用鐵架固定以防傾倒。
同年9月初，由於搶救工作不見起色，蔡瀧賢心急又透過番路鄉長林清根的關係，邀請嘉義大學森林暨自然資源學系助理教授詹明勳團隊前來醫治。由於病況嚴重且詹明勳正好要準備出國分身乏術，故請團隊先為樹木吊掛「點滴」以高壓灌注藥劑進入根部殺菌，打算回國後再親自醫治。不過9月6日蔡景株前來診斷時，發現該樹樹皮龜裂、維管束喪失運輸功能已無法救癒，故建議移除以免病菌擴散，竹崎鄉公所亦決定於9月7日報請縣府解除列管，解除後消毒土壤以避免感染其他樹木，詹明勳返國後得知老樹沒救亦不了了之。
此次搶救過程曾引發網路爭論。相關消息被轉載至Facebook社團「護樹的爆料公社」後，「台灣護樹團體聯盟」留言質疑吊點滴療法僅對小樹有效，對大樹則無實質效果，亦有其他網友批評此做法。詹明勳則回應該療法曾治癒臺南市麻豆鎮總爺藝文中心十多棵龍眼樹、嘉義縣番路鄉半天岩紫雲寺樹齡300年的含笑樹，同方法也正在醫治朴子配天宮97歲四季蘭；蔡瀧賢亦表示詹明勳的協助純屬義務、私人請託，無意責怪之，網友與環團的指控也對詹不公平。
關於老樹殘骸，蔡瀧賢表示由於地方民眾皆難捨老樹、希望長久保留，他打算請住在臺北的林姓地主同意，將老樹製作為裝置藝術，成為村子地標並於2018年臺灣燈會上展示。